# Humberto de Alencar Castelo Branco
Pour les articles homonymes, voir Alencar et Castelo Branco (homonymie).
Humberto de Alencar Castelo Branco, né le 20 septembre 1900 à Fortaleza où il est mort le 18 juillet 1967, est un officier et homme d'État brésilien, maréchal des forces armées brésiliennes, devenu président de la République, à la suite du coup d'État de 1964 et de l'instauration d'une dictature militaire au Brésil.

## Biographie

### Origines familiales
Né dans l'actuel quartier de Messejana à Fortaleza (État du Ceará dans le Nordeste), il est le fils du général Cândido Borges Castelo Branco, qui est général, et d'Antonieta de Alencar Gurgel, issue d'une famille d'intellectuels, notamment José de Alencar (1829-1877).

### Carrière initiale (1918-1945)
Il entre à l'École militaire de Rio Pardo (Rio Grande do Sul), puis (1918) à l'École militaire de Realengo (à Rio de Janeiro). Aspirant en 1921, il est affecté au 12° régiment d'infanterie à Belo Horizonte. Promu sous-lieutenant en 1923, il suit un cours de perfectionnement. En 1927, il retourne à Realengo comme instructeur d'infanterie.
Il fait partie du mouvement politique militaire appelé tenentismo, un des soutiens de la révolution de 1930 et du régime de Getulio Vargas, qui dirige le pays de 1930 à 1945.
Promu capitaine, il suit de nouveau un cours à l’École de Commandement et d’État-Major de l’Armée (ECEME) et sort premier de sa promotion.
Il passe commandant en 1938 et est envoyé à l'École de guerre de Paris.
Lieutenant-colonel, il fait en 1943 une formation à Fort Leavenworth (États-Unis) en vue d'entrer dans le corps expéditionnaire que le Brésil envoie en Europe pour combattre aux côtés des Alliés. Avec Golbery do Couto e Silva, Castelo Branco participe à la campagne d'Italie. Il y rencontre le général Vernon Walters, futur sous-directeur de la CIA.

### Carrière après la Seconde Guerre mondiale
Promu colonel en 1945, Castelo Branco rentre au Brésil avec la ferme intention de transmettre son expérience professionnelle aux officiers. Il devient directeur de l’enseignement à l’ECEME et transforme cette école en un centre de recherche doctrinale. Castelo Branco systématise, principalement entre 1946 et 1947, la méthode de raisonnement pour l'étude des facteurs de décision, recommandée par la Mission militaire française, avec une structure de travail au sein du commandement, permettant de mieux discipliner les activités du commandant et de ses chefs d'état-major.
Devenu général, il est commandant de l'ECEME du 15 septembre 1954 au 3  janvier 1956. Durant cette période, il perfectionne son manuel de commandement de 1948, en essayant de mieux correspondre aux caractéristiques des chefs et des officiers de l'état-major brésilien.
Il est chef d'état-major de l'Armée de terre au moment du putsch qui renverse le président João Goulart en avril 1964.

### Président de la République
Élu président intérimaire du pays par le Congrès, il mit immédiatement en route des réformes économiques et politiques. Par décret, il abolit tous les partis politiques, se succédant à lui-même à la tête de l'État et força le Congrès à voter une loi qui lui permettait de choisir son futur successeur. Il a créé par décret, en mars 1964, le Centre d'instruction de la guerre dans la jungle à Manaus.
Il fait adopter une nouvelle Constitution [citation nécessaire] avant de désigner son successeur, le ministre de la Guerre Arthur da Costa e Silva (15 mars 1967).
Il meurt dans un accident d'avion près de Fortaleza quelques mois plus tard.

## Hommages
Deux municipalités, l'une située dans l'État de Paraná et l'autre dans l'État de Santa Catarina, portent son nom.
Il est le patron de l'ECEME, appelée École Maréchal Castelo Branco.